# 蒙詔
蒙詔（1525年—？），字廷綸，號近野，廣東廣州府番禺縣人，民籍，明朝政治人物。

## 生平
嘉靖十九年（1540年）庚子科廣東鄉試第四名舉人。嘉靖四十一年（1562年）中式壬戌科會試第五十六名，三甲第五名進士。选授监察御史，巡按宣大，又巡视漕运，隆慶二年（1568年）巡按浙江，四年巡按福建，十月升浙江按察司副使，六年九月升右参政，萬曆三年（1575年）三月升按察使，晋右布政使，五年三月轉左布政，十二月升都察院右佥都御史、巡抚南赣汀韶，八年二月南京给事中傅作舟、御史林应训等弹劾其冒滥，被降调外任。

## 家族
曾祖蒙仲愷；祖父蒙萃；父蒙宗遠，典史。前母陳氏、劉氏；母李氏。慈侍下。兄蒙諫（知县）。